# Igor Dmitrijewitsch Sergejew

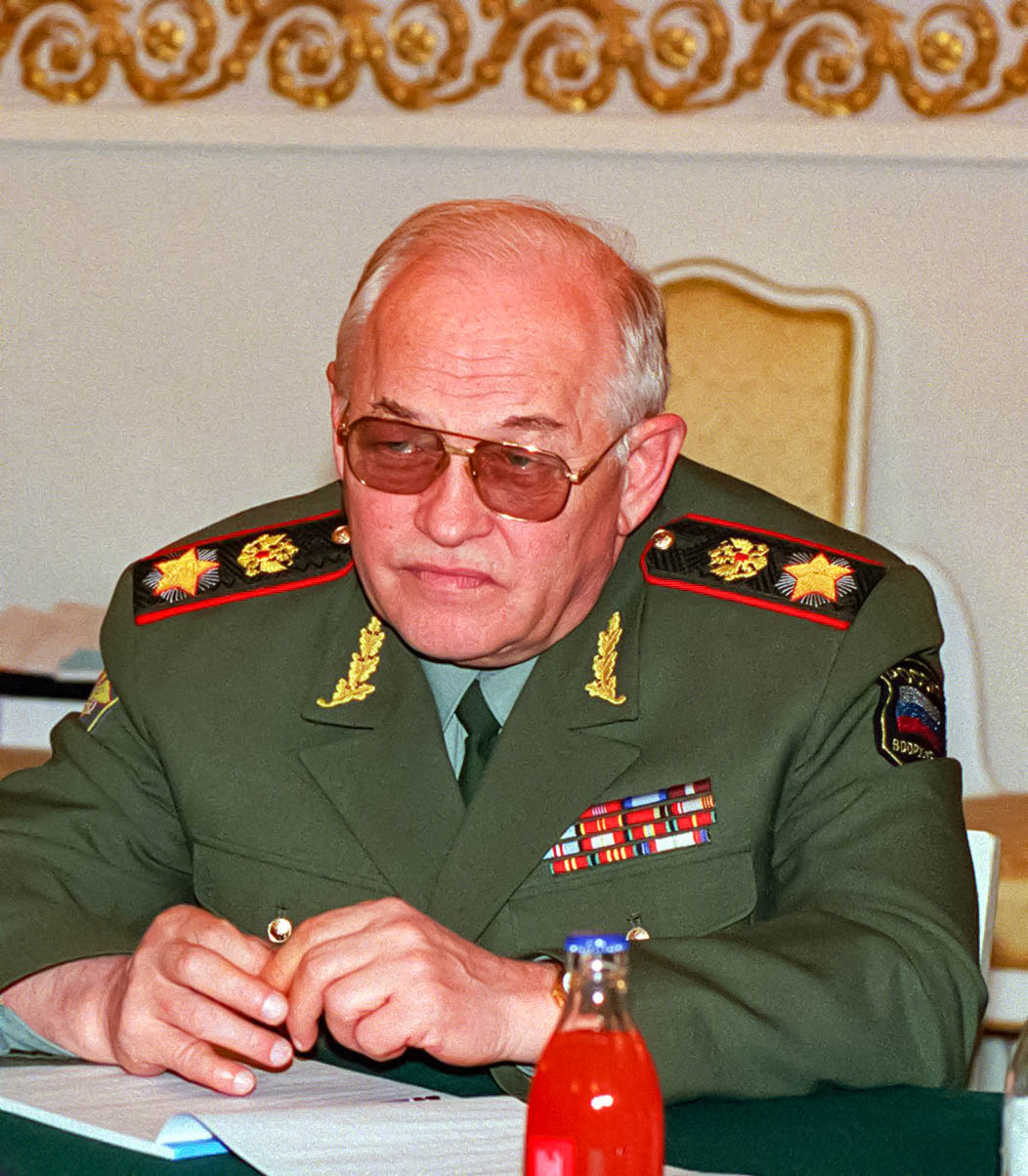
Sergejew als Verteidigungsminister Russlands 1999

Igor Dmitrijewitsch Sergejew (russisch Игорь Дмитриевич Сергеев, wiss. Transliteration Igor' Dmitrievič Sergeev; * 20. April 1938 im Dorf Werchnjeje, das heute ein Teil der Stadt Lyssytschansk in der Oblast Luhansk ist; † 10. November 2006 in Moskau) war ein sowjetischer bzw. russischer Offizier und von 1997 bis 2001 russischer Verteidigungsminister. Sergejew ist der bis heute einzige Marschall der Russischen Föderation.

## Biografie
Sergejew beendete 1955 die Schule Nr. 22 in Makijiwka. Von 1955 bis 1960 studierte er an der Militärhochschule, die er mit Auszeichnung absolviert hat. Nach der Absolvierung wurde er zum Führer des Trupps der Prüfung der Langstreckenraketen der 37. Raketendivision ernannt. Von 1962 bis 1963 diente er als stellvertretender Raketenbatterieführer für technischen Teil. Im Jahr 1963 wurde er Assistent des Führers des ingenieurmäßigen Dienstes des Raketenregiments ernannt. Von 1965 bis 1968 war er Stellvertretender Kommandeur für Ausrüstung des Raketenbataillons. Im Jahr 1968 wurde er Stellvertretender Truppführer für Kampfbereitschaft und Kampfausbildung der Raketendivision. Von 1970 bis 1971 war er Chef des Stabes des 351. Raketenregiments.
Von 1971 bis 1973 studierte Sergejew an der Militärakademie der Strategischen Raketentruppen der Sowjetunion, die er mit Auszeichnung absolviert hat. Nach der Absolvierung wurde er Kommandeur des 543. Raketenregiments ernannt. Im Jahr 1975 wurde er Chef des Stabes und später – Kommandeur der 46. Raketendivision ernannt.
Von 1978 bis 1980 studierte Sergejew an der Militärakademie des Generalstabes der Streitkräfte der UdSSR. Nach der Absolvierung wurde er Chef des Stabes der 43. Raketenarmee ernannt. Im Jahr 1983 wurde er Chef der Operationsabteilung des Hauptstabes der Strategischen Raketentruppen der Sowjetunion ernannt. Im Jahr 1985 wurde er Erster Stellvertretender Chef des Hauptstabes der Strategischen Raketentruppen der Sowjetunion ernannt. Von 1989 bis 1992 diente er als Stellvertretender Oberbefehlshaber für Kampfausbildung der Strategischen Raketentruppen der Sowjetunion.
Durch den Dekret des Präsidenten der Russischen Föderation vom 19. August 1992 Nr. 905 wurde Sergejew Oberbefehlshaber der Strategischen Raketentruppen Russlands ernannt. Am 13. August 1996 wurde er zum Armeegeneral befördert.
Im Jahr 1994 wurde Sergejew mit der Dissertation zum Thema Systeme der Kampfsteuerung zum Doktor der technischen Wissenschaften promoviert.
Am 22. Mai 1997 ernannte Präsident Boris Jelzin ihn als Nachfolger von Igor Nikolajewitsch Rodionow zum Verteidigungsminister und beförderte ihn am 21. November 1997 zum Marschall der Russischen Föderation.
Laut Gesetz hätte Sergejew schon im April 1998 mit Vollendung des 60. Lebensjahrs pensioniert werden müssen, jedoch sowohl Jelzin als auch dessen Nachfolger Wladimir Putin verlängerten seine Amtszeit per Präsidentenerlass immer wieder um ein weiteres Jahr. In seiner Amtszeit als Verteidigungsminister versuchte er, die Bedeutung seiner alten Teilstreitkraft, der Strategischen Raketentruppen, als bedeutendster und verlässlichster Garant der Sicherheit Russlands zu betonen. Diese Bevorzugung ging allerdings auf Kosten der anderen Teilstreitkräfte, die sich in den 1990er Jahren in einem immer desolateren Zustand befanden. Sehr umstritten war die Abschaffung des Kommandos der Landstreitkräfte durch Sergejew Ende 1997. Sie wurde 2001 wieder rückgängig gemacht. In seine Amtszeit fiel der 1999 ausgebrochene Zweite Tschetschenienkrieg sowie im August 2000 der Untergang des Atom-U-Bootes Kursk. Letzterer schadete dem Ruf Sergejews, der fortan Putins Gunst verlor. Zudem schien Generalstabschef Kwaschnin gegen seinen Minister zu intrigieren. Sergejew und der Oberkommandierende der Marine boten ihren Rücktritt an, den Putin jedoch zunächst ablehnte.
Im März 2001 wurde er schließlich als Verteidigungsminister abgelöst und bekam einen Posten als Sicherheitsberater des Präsidenten. Von 2005 bis zu seinem Tod stand er dem „Klub der Militärführer der Russischen Föderation“ vor, einer oppositionellen Organisation pensionierter Offiziere, Generäle und Ex-Verteidigungsminister.
Sergejew starb am 10. November 2006 an Hämoblastose. Er wurde auf dem Friedhof Trojekurowo beigesetzt.

Porträt Sergejews auf seinem Grabstein auf dem Friedhof Trojekurowo, Moskau

## Vermächtnis
Im Jahr 2017 wurde eine Straße im Stadtteil Kunzewo in Moskau nach Marschall Sergejew benannt.

## Auszeichnungen

### Sowjetische Auszeichnungen
- 1965: Medaille „20. Jahrestag des Sieges im Großen Vaterländischen Krieg 1941–1945“
- 1965: Medaille „Für einwandfreien Dienst“, III. Klasse – für 10-jährigen tadellosen Dienst in den Streitkräften
- 1967: Medaille „50 Jahre Streitkräfte der UdSSR“
- 1969: Jubiläumsmedaille „Zum Gedenken an den 100. Geburtstag von Wladimir Iljitsch Lenin“
- 1970: Medaille „Für einwandfreien Dienst“, II. Klasse – für 15-jährigen tadellosen Dienst in den Streitkräften
- 1975: Medaille „Für einwandfreien Dienst“, I. Klasse – für 20-jährigen tadellosen Dienst in den Streitkräften
- 1976: Orden „Für den Dienst am Vaterland in den Streitkräften der UdSSR“, III. Klasse
- 1978: Medaille „60 Jahre Streitkräfte der UdSSR“
- 1980: Medaille „Veteran der Streitkräfte der UdSSR“ – für 25 Dienstjahre in den Streitkräften
- 1982: Orden des Roten Sterns
- 1987: Orden der Oktoberrevolution
- 1988: Medaille „70 Jahre Streitkräfte der UdSSR“
- 1988: Orden des Roten Banners der Arbeit
- 1997: Medaille „Zum Gedenken an den 850. Jahrestag von Moskau“

### Russische Auszeichnungen
- 1994: Schukow-Medaille
- 1995: Orden für Militärische Verdienste (Russland)
- 20. April 1998: Danksagung des Präsidenten der Russischen Föderation – für einen großen Beitrag zur Stärkung der Verteidigungsfähigkeit des Staates
- 1999: Held der Russischen Föderation
- 28. März 2001: Verdienstorden für das Vaterland, II. Klasse – für großartige Verdienste um den Staat und einen bedeutenden Beitrag zur Verteidigung des Vaterlandes.
- 20. April 2003: Orden der Ehre (Russland) – für Verdienste um die Stärkung der Verteidigung des Landes und langjährige gewissenhafte Dienste
- Staatspreis der Russischen Föderation Wissenschaft und Technologie

### Überstaatliche, kirchliche und ausländische Auszeichnungen
- 23. Dezember 1999 (Bundesrepublik Jugoslawien): Orden vom jugoslawischen Stern I. Klasse – für besondere Verdienste bei der Entwicklung der Zusammenarbeit beim Aufbau freundschaftlicher Beziehungen zwischen den Völkern und den Streitkräften beider Länder
- 20. Dezember 1999 (Kirgisische Republik): Manas-Orden, III. Klasse – für einen bedeutenden Beitrag zur Entwicklung der kirgisisch-russischen Zusammenarbeit im militärtechnischen Bereich
- (Republik Korea): Orden für Einigkeit (?)
- 1. Juni 2001: Diplom der Gemeinschaft Unabhängiger Staaten – für aktive Arbeit zur Stärkung und Entwicklung der Gemeinschaft Unabhängiger Staaten
- Russisch-Orthodoxe Kirche: Orden des Heiligen Großfürsten Dmitri Donskoi